# Noordelijk kampioenschap hockey heren 1935/36
Het Noordelijk kampioenschap hockey heren 1935/36 was de 8e editie van deze Nederlandse veldhockeycompetitie. 
DBS uit Groningen behaalde voor het laatst het noordelijke kampioenschap. Aan het einde van dit seizoen fuseerde DBS met de nummer twee van dit jaar, GHC, tot Groningen. Van de acht tot en met dit seizoen gespeelde kampioenschappen won DBS er zes en GHC een. De fusie van beide verenigingen leverde de sterkste combinatie van het noorden op. De komende jaren zou de titel voor Groningen zijn.  

## Promotie en degradatie
De promotie/degradatiewedstrijden werden gewonnen door GHBS uit Groningen, kampioen van de tweede klasse A. In de promotie/degradatiecompetitie tegen de Groningers en Sneek de kampioen van de tweede klasse B, kon HVA, de nummer laatst van de promotieklasse, het niet bolwerken. De Assenaren werden daarmee de eerste degradant ooit in het noorden, nadat ze twee jaar eerder reeds de eerste noordelijke promovendus waren geweest. In de derde klasse werd MHV uit Meppel kampioen.

## Eindstand
| pos | club | gs | w | g | v | pnt | dv | dt | ds  |
| --- | ---- | -- | - | - | - | --- | -- | -- | --- |
| 1.  | DBS  | 10 | 8 | 1 | 1 | 17  | 36 | 8  | +28 |
| 2.  | GHC  | 10 | 7 | 2 | 1 | 16  | 35 | 11 | +24 |
| 3.  | HCW  | 10 | 6 | 0 | 4 | 12  | 29 | 14 | +15 |
| 4.  | LHC  | 10 | 4 | 0 | 6 | 8   | 19 | 22 | -3  |
| 5.  | Rap. | 10 | 2 | 1 | 7 | 5   | 12 | 24 | -12 |
| 6.  | HVA  | 10 | 1 | 0 | 9 | 2   | 1  | 53 | -52 |

1928/29 · 1929/30 · 1930/31 · 1931/32 · 1932/33 · 1933/34 · 1934/35 · 1935/36 · 1936/37 · 1937/38 · 1938/39 · 1939/40 · 1940/41 · 1941/42 · 1942/43 · 1943/44 · 1944/45 · 1945/46 · 1946/47 · 1947/48 · 1948/49 · 1949/50 · 1950/51 · 1951/52 · 1952/53 · 1953/54 · 1954/55 · 1955/56 · 1956/57 · 1957/58 · 1958/59 · 1959/60 · 1960/61 · 1961/62 · 1962/63 · 1963/64 · 1964/65 · 1965/66 · 1966/67 · 1967/68 · 1968/69 · 1969/70 · 1970/71 · 1971/72 · 1972/73